# پوران فرخزاد
پوران فرخ‌زاد (۱۵ بهمن ۱۳۱۱ در تهران – ۹ دی ۱۳۹۵ در تهران) شاعر، نویسنده، مترجم، منتقد ادبی، روزنامه‌نگار و پژوهشگر اهل ایران بود. او خواهر فریدون فرخزاد و فروغ فرخزاد بود. پوران فرخزاد در دوران فعالیتش حدود ۳۰ کتاب منتشر کرد که از مهم‌ترین آن‌ها «کارنمای زنان کارای ایران»، نخستین فرهنگ مبسوط دربارهٔ زنان ایرانی است.

## زندگی
پوران در ۱۵ بهمنِ ۱۳۱۱ در تهران محله امیریه انتهای بن‌بست خادم آزاد زاده شد. او فرزند توران وزیری‌تبار (زاده کاشان) و سرهنگ محمدباقر فرخ‌زاد (که ستوان جوان و تحصیل‌کرده شعردوستی از دهکده بازرگان تفرش بود) است. از دیگر اعضای خانواده او می‌توان خواهر کوچکترش، فروغ فرخزاد و برادرش، فریدون فرخزاد را نام برد. پوران کودکی خود را در نوشهر و شهرهایی دیگر گذراند و در تهران بزرگ شد. او و خواهر و برادرانش پیش از رفتن به مدرسه خواندن را آموخته و با کتاب‌خوانی مأنوس شدند. پس از وقایع شهریور ۱۳۲۰ پدرش از نوشهر به تهران منتقل شد و پوران در دبستان ژاله و سروش درس خواند و در این دوره استعداد ادبی او آشکار شد. همچنین از ۹ سالگی زبان انگلیسی را با آموزگار در خانه آموخت و در انجمن فرهنگی پروین و انجمن ایران و آمریکا ادامه داد.
او در ابتدای دهه ی سی، با "سیروس بهمن"، نویسنده و مدیر مجله "آسیای جوان" ازدواج کرد.
ولی این پیوند، بعد از چند سال، به جدایی انجامید.
حاصل این ازدواج، دو دختر به نام‌ های "افسانه" و "آلاله" است.

## درگذشت
پوران فرخزاد پس از تحمل ۱۴ روز کما در بخش مراقبت‌های ویژه بیمارستان ایرانمهر سرانجام صبح روز پنجشنبه ۹ دی ۱۳۹۵ (۲۹ دسامبر ۲۰۱۶) در سن۸۳ سالگی بر اثر ایست قلبی درگذشت.

## برخی از آثار
- مهره مهر (پژوهشی در آیین میترا در ایران)، انتشارات نگاه، ۱۳۸۶
- زن شبانهٔ موعود (نشان زن در آثار سهراب سپهری)، انتشارات نگاه ۱۳۸۳
- مسیح مادر (نشان زن در زندگانی و آثار احمد شاملو)، ۱۳۸۲
- کارنمای زنان کارای ایرانی، نشر قطره، ۱۳۸۱
- زنان همیشه: گزیده اشعار کلاسیک، نیمایی و آزاد شاعران زن ایران (۱۳۳۰ - ۱۳۸۰)، انتشارات نگاه ۱۳۸۱
- کسی که مثل هیچ‌کس نیست: دربارهٔ فروغ فرخ‌زاد، با همکاری مسعود قاسم‌زاده، نشر کاروان ۱۳۸۱
- در انتهای آتش آیینه، کتاب‌سرای تندیس ۱۳۸۱
- [سلام مادر]، با همکاری شهلا تجویدی، علی‌اصغر تجویدی (شیرازی)، رضا معصومی، نشر جام ۱۳۸۱
- اوهام سرخ شقایق: برگزینی از اشعار زنان زمان، نشر ناژین، ۱۳۸۰
- نیمه‌های ناتمام: سیری در شعر زنان از رابعه تا فروغ، کتاب‌سرای تندیس، ۱۳۸۰
- دانشنامه زنان فرهنگساز ایران و جهان (در دو جلد با عنوان اصلی «زن از کتیبه تا تاریخ»)، انتشارات زریاب، ۱۳۷۸
- کارنامهٔ به دروغ: جستاری نو در شناخت اسکندر مغانی از الکساندر مقدونی، انتشارات علمی، ۱۳۷۶
- [مجموعه داستان «هفت زن هفت داستان»]، راهیان اندیشه، ۱۳۷۶
- چنگ مشوش، تهران‌صدا، ۱۳۷۴
- از همت بلند...، نشر جام، ۱۳۶۲
- دستان سخن گوی شاملو
- ۱۳۵۲ - دفتر شعر «خوشبختی در خوردن سیب‌های سرخ»[۱]
- ۱۳۵۰ - مجموعه داستان «دیداری در پاییز» ، انتشارات پدیده[۱]

### آثار مجوز نگرفته
- باران دیگر آبی نیست (مجموعه شعر پوران فرخزاد)

### ترجمه
- مجموعه داستانهای کوتاه جای دیگر، جان‌بوینتن پریستلی، پوران فرخزاد، راهیان اندیشه ۱۳۷۸
- مردی بر بالهای آینده (نوستراداموس) مرکز نشر صدا، ۱۳۷۵
- رؤیای یک مرد مسخره ۲- افسانه‌های آقای استرنبری از جی. بی پریستلی و فئودور داستایوسکی